# Битва за Адждабію
Перша битва за Адждабію - бій за місто Адждабія під час громадянської війни в Лівії.

## Хронологія

### Перша фаза (15-17 березня)
- 14 березня. Армійські частини прихильників Каддафі, які протягом декількох днів успішно вели наступ на позиції повстанців на сході країни, піддали артобстрілу місто Адждабія. За інформацією представників повстанців, 4 артилерійські снаряди впали у понеділок вранці у західних околицях Адждабії. Ніхто не постраждав.[6]
- 15 березня. За повідомленням лівійського телебачення, підрозділи лівійської армії зайняли місто Адждабія[7]. Винищувачі, захоплені повстанцями ще в самому початку масових заворушень, завдали серію ударів по військовим кораблям прихильникам, які обстрілювали Адждабію з моря[8].
- 16 березня. За повідомленням лівійського телебачення, Адждабія повністю очищена від повстанців[9][10]. Повстанці закріпилися на західних околицях міста і змогли досягти значних успіхів, відбивши танкову атаку прихильників Каддафі. Повстанці стверджують, що змогли підбити один танк супротивника, а також захопити ще сім танків. Сили прихильників спішно відступили на південні околиці Адждабії.[11]
- 17 березня. Повстанці відбили атаку урядових військ. Для відбиття атаки були задіяні танки, артилерію і гелікоптер. [12]

### Друга фаза (21-26 березня)
- 21-22 березня війська Каддафі були витіснені з околиць Бенгазі, і до 23 березня бої перемістилися до міста Адждабія, за 150 кілометрів на південь від оплоту повстанців у східній Лівії. Кореспондент телеканалу «Дождь» Орхан Джемаль, який перебував в східній Лівії повідомив про запеклі бої 22-23 березня біля Адждабії. Однак, крім стрілецької зброї, у повстанців іншого озброєння не було в той час, як війська Каддафі за раніше володіли важкою зброєю.[13][14]

- 24 березня повідомлялося про наявність «певної рейдової групи» військ Каддафі на півночі від Адждабії. Одночасно почалися бої на околицях Адждабії, звідки повстанці періодично відступали. По суті, дії повстанців зводилися до пошуку слабкого місця в позиціях лояльних Каддафі військ навколо Адждабії, зручного для проникнення в місто.[15]

- 26 березня вночі, як повідомляє Орхан Джемаль, після боїв на підступах до Адждабії, повстанці зуміли захопити Адждабію, але в самому місті, як повідомляється, боїв не було.

### Атака військ Каддафі на Адждабію
- 30 березня. Літаки міжнародної коаліції завдали удару по колоні лівійських урядових військ, що наступають у напрямі міста Адждабія. Повстанці, які поспішали сховатися від супротивника в Адждабії, побачивши наслідки авіаудару, почали святкувати і стріляти в повітря. Раніше протягом дня 30 березня вони в паніці відступали, кинувши міста Рас-Лануф і Брега, які перейшли під їх контроль кількома днями раніше.[16]
- 8-9 квітня повідомлялося про атаку військ Каддафі на Адждабію. Однак повстанці пізніше повідомили, що їм вдалося відбити атаку лоялістів на місто.[17]

- 16-18 квітня також повідомлялося про серйозне погіршення погодних умов (вітер до 9 балів, піщана буря), внаслідок чого авіація НАТО протягом декількох днів не могла здійснювати бойові операції в східній Лівії. У місті, велика частина населення якого вже евакуювалася, почалася паніка, проте лояльні Каддафі війська надалі спроби відбити Адждабію не робили.[18]